# Pardosa alii
Espèce
Pardosa alii est une espèce d'araignées aranéomorphes de la famille des Lycosidae.

## Distribution
Cette espèce est endémique du Ladakh en Inde,.

## Description
La femelle holotype mesure 7,10 mm.

## Étymologie
Cette espèce est nommée en l'honneur de Sálim Ali.

## Publication originale
- Tikader, 1977 : Description of two new species of wolf-spider (family: Lycosidae) from Ladakh, India. Journal of the Bombay Natural History Society, vol. 74, no 1, p. 144-146 (texte intégral).